# José Manuel Bolieiro
José Manuel Cabral Dias Bolieiro (Povoação, Nossa Senhora dos Remédios, 23 de junho de 1965) é um político português. Licenciado em Direito pela Universidade de Coimbra, foi Presidente da Câmara Municipal de Ponta Delgada de 2012 a 2020. Atualmente é o presidente do governo regional dos Açores. É, por inerência, Conselheiro de Estado desde fevereiro de 2021. No Partido Social Democrata, desempenha atualmente as funções de Vice-Presidente do Congresso Nacional.
Foi também, presidente do conselho de administração dos Serviços Municipalizados de Água e Saneamento de Ponta Delgada, presidente do conselho de administração da Associação de Municípios da Ilha de São Miguel, membro da assembleia intermunicipal da Associação de Municípios da Região Autónoma dos Açores e membro do conselho diretivo da Associação Nacional de Municípios Portugueses.